# Nigellicine
Nigellicine是一种吲唑类生物碱，也属于甜菜碱，化学式为C
13H
14N
2O
3。它最先是从家黑种草（Nigella sativa）的种子里分离出来的，从中也能分离出结构类似的生物碱黑种草碱和Nigellidin。2005年，Elliott等人发表了Nigellicin的首个全合成，由2-氯-5-甲基苯酚经14步反应产生：